# Stjärnkatalog

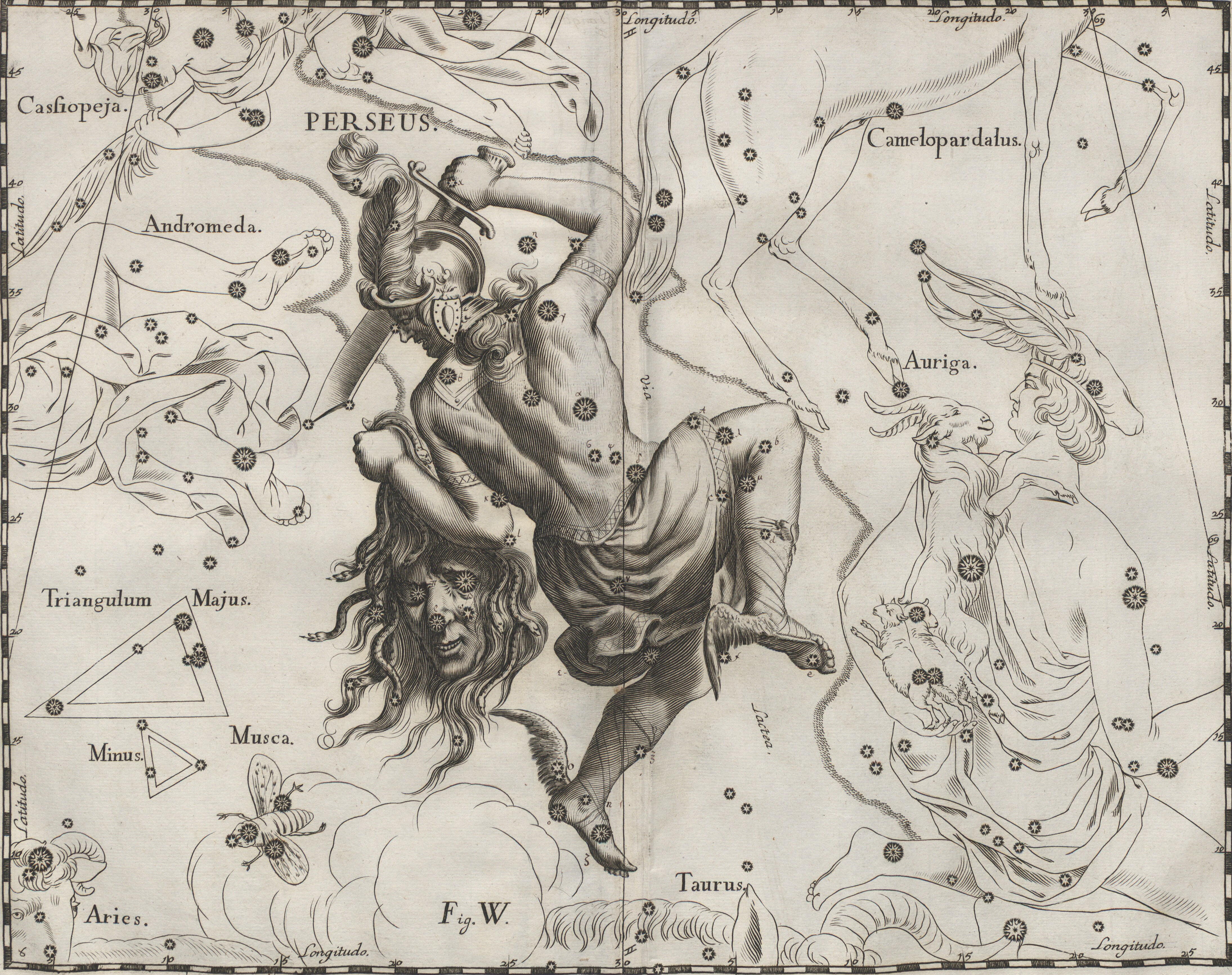
En illustration av Perseus stjärnbild från stjärnatalogen av Johannes Hevelius, 1690

En stjärnkatalog är en astronomisk katalog som förtecknar stjärnor. I astronomi hänvisar man till stjärnor med hjälp av deras katalognummer. Det finns många olika stjärnkataloger som har framställts för olika ändamål under årens lopp. De flesta kataloger kan hämtas från NASA Astronomical Data Center och andra ställen på internet.